# Datorbord

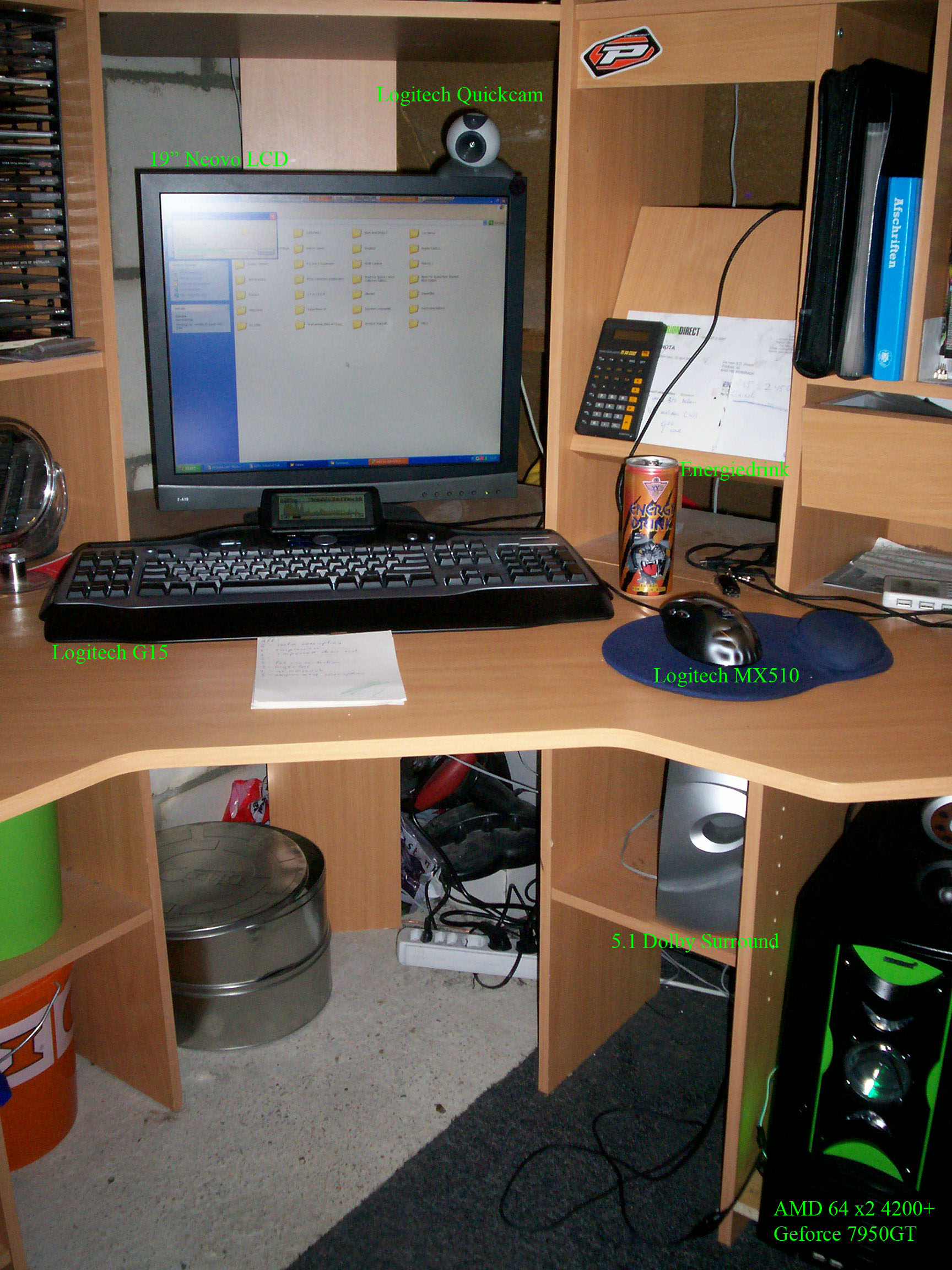
Ett datorbord.

Ett datorbord är en möbel som man kan ha en skrivbordsdator på. Borden finns i olika storlekar och stilar. De enklaste modellerna är bara ett bord, vanligen av trä men stål förekommer också, de är ca 100-120 cm breda och ca 70 cm djupa.
Vissa datorbord är s.k kombinationsbord med lådor och hyllplan för datorn, det kan även finnas en utdragbar hylla för tangentbordet. Andra datorbord är anpassade för att ställas i ett hörn, de kan ha hyllor, lådor, skåp och cd-ställ. De enklaste datorborden kan kombineras med lådhurts för mer förvaring. De minsta datorborden har ofta hjul.